# Muhammad Dawud Khan
Muhammad Dawud Khan o Mohammad Daud Khan (paixtu: محمد داود خان) fou primer ministre de l'Afganistan (1953-1963) i després el primer president del país després de la proclamació de la República Democràtica de l'Afganistan.
Era fill de Muhammad Aziz, germanastre del rei Muhammad Nadir Shah (1929-1933). Va estudiar a l'Afganistan i a França. El 1931 va entrar a l'exèrcit i el 1932 fou nomenat major general i va exercir diversos comandaments i governs provincials fins que el 1947 fou nomenat ministre de Defensa pel primer ministre Shah Mahmud Khan que era el seu oncle; va dimitir i el 1949 fou ministre de l'Interior fins a 1950.
El 7 de setembre de 1953 Shah Mahmud va deixar el govern i el 20 de setembre el va substituir Muhammad Dawud Khan. En el període que va exercir es va establir el primer pla quinquennal el 1956 i es van fer reformes socials (es va prohibir el vel per a les dones el 1959); les tribus hostils a Khost i Kandahar foren reprimides. Va sostenir la campanya del Paixtunistan que el va enfrontar amb Pakistan i va seguir una política de neutralitat internacional entre els dos blocs, acostant-se a la Unió Soviètica. Khrushev va visitar Kabul el desembre de 1955 i l'any següent va començar una ajuda econòmica considerable. El tancament de fronteres amb Pakistan va crear problemes per la impossibilitat d'exportar les fruites i altres productes agrícoles. El descontentament que això va crear va provocar la seva dimissió el 9 de març de 1963 i va viure retirat els següents deu anys.
El 17 de juliol de 1973 va dirigir un cop d'estat que gairebé sense sang va enderrocar a la monarquia que fou abolida i proclamada la república, mentre el rei Muhammad Zahir Shah era de vacances a Itàlia. La causa del cop fou la lentitud de les reformes (molestant la tardança estudiants, graduats i oficials militars) i la situació econòmica complicada amb una sequera de tres anys que ensorrava l'agricultura. Les relacions amb Pakistan es van normalitzar aviat, en abandonar al Paixtunistan, i va tenir bones relacions amb Iran i els països del golf. El 1974 la facció Parcham del Partit Democràtic Popular de l'Afganistan (comunista) que li havia donat suport, fou apartada dels nuclis dirigents. El 1975 va crear un partit únic, el Partit Revolucionari Nacional del qual va designar personalment a tots els membres del Comitè Central; en aquest any els islamistes van iniciar una revolta armada que fou reprimida. El 1976 va llençar un programa econòmic ambiciós que va rebre l'únic suport de la Unió Soviètica. El 30 de gener de 1977 una Loya Jirga va aprovar una nova constitució amb un sistema presidencialista amb partit únic, i fou elegit president per sis anys. El règim fou dominat pels seus amics i parents. El 28 d'abril de 1978 l'exèrcit, que estava dominat pels joves oficials comunistes, va donar un cop d'estat dirigit pel coronel Qader i va entregar el poder al Partit Democràtic Popular de l'Afganistan que s'havia reunificat sota Nur Muhammad Taraki. Dawud Khan, la seva família i els seus amics van morir en el cop.